# 1680 Пер Браге
1680 Пер Браге (1680 Per Brahe) — астероїд головного поясу, відкритий 12 лютого 1942 року.
Тіссеранів параметр щодо Юпітера — 3,328.
Названий на честь Пера Браге, правителя Фінляндії у XVII столітті.